# 南南合作
由于世界上的发展中国家绝大部分都处于南半球和北半球的南部分。于是从1960年代开始，这些国家之间为摆脱发达国家的控制发展民族经济，且开展专门的经济合作，即称为南南合作。例如非洲南美洲高峰會（Africa-South America Summit, ASA）。

## 聯合國南南合作日
聯合國在2003年12月23日通過的58/220決議中，大會決定每年12月19日為南南合作日，以增強人們對南南合作重要性的認識。大会敦促联合国所有相关组织和多边机构加紧努力，将利用南南合作有效地纳入其经常方案的设计、制定和执行的主流，考虑增拨人力、技术和财政资源，支持南南合作倡议。2004年是国际社会第一次纪念南南合作日，其活動的主題是：“通过南南合作达到千年发展目标。”
2011年12月，联合国大会决定自2012年起，联合国南南合作日从12月19日改为9月12日，以纪念1978年的这一天联合国发展中国家间技术合作会议通过《促进和实施发展中国家间技术合作的布宜诺斯艾利斯行动计划》。